# NGC 3404
NGC 3404 est une galaxie spirale vue par la tranche et située dans la constellation de l'Hydre. NGC 3404 a été découverte par l'astronome britannique Andrew Ainslie Common en 1880. Cette galaxie a aussi été observée par l'astronome français Guillaume Bigourdan le 19 avril 1898 et elle a été inscrite à l'Index Catalogue sous la cote IC 2609.

## Caractéristiques
Sa vitesse par rapport au fond diffus cosmologique est de 4 974 ± 6 km/s, ce qui correspond à une distance de Hubble de 73,4 ± 5,1 Mpc (∼239 millions d'al).
À ce jour, cinq mesures non basées sur le décalage vers le rouge (redshift) donnent une distance de 62,640 ± 6,730 Mpc (∼204 millions d'al), ce qui est à l'intérieur des valeurs de la distance de Hubble. Notons cependant que c'est avec la valeur moyenne des mesures indépendantes, lorsqu'elles existent, que la base de données NASA/IPAC calcule le diamètre d'une galaxie et qu'en conséquence le diamètre de NGC 3404 pourrait être d'environ 46,7 kpc (∼152 000 al) si on utilisait la distance de Hubble pour le calculer. 
La classe de luminosité de NGC 3404 est I-II et elle présente une large raie HI.